# Eclipsa de Lună din 16 mai 2022
Eclipsa de Lună din 16 mai 2022 a fost o eclipsă totală, prima din cele două eclipse totale de Lună din anul 2022, cea de a doua producându-se la 8 noiembrie.
Eclipsa a început prin umbrirea părții de Nord a Lunii, trecând prin centrul umbrei Pământului. Prin urmare, a fost o eclipsă centrală de Lună, prima din seria Saros 131. A avut o magnitudine de prag de 1,4137 și o magnitudine penumbrală de 2,3726. A fost vizibilă din Americi, Europa, Africa.
Eclipsa s-a produs acum 2 ani, 313 zile.

## Visibilitate
Eclipsa a fost complet vizibilă în cea mai mare parte a Americii de Nord și de Sud, începând din nord-vestul Americii de Nord și din Pacific, iar spre apusul Lunii, peste Africa și Europa.
|  |  |

## Eclipse din anul 2022
- Eclipsa parțială de Soare din 30 aprilie.
- Eclipsa totală de Lună din 16 mai.
- Eclipsa parțială de Soare din 25 octombrie.
- Eclipsa totală de Lună 8 noiembrie.